# Екзоскелет (біоніка)

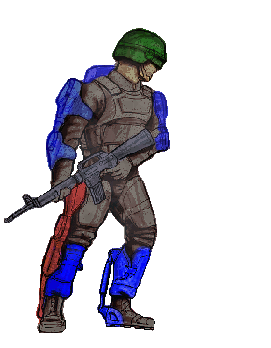
Ескіз екзоскелета Міністерства оборони США.

Екзоскелет (від грец. έξω — зовнішній і σκελετος — скелет) також відомий як силова броня, екзокостюм — це мобільна машина, яку можна носити на всьому тілі людини або його частині, забезпечує ергономічну структурну підтримку та працює від системи електродвигунів, пневматики, важелів, гідравліки або комбінації кібернетичних технологій, одночасно дозволяючи достатній рух кінцівок із підвищеною силою та витривалістю.
Екзоскелет розроблений для забезпечення кращої стійкості до механічних навантажень, а його система керування має на меті сприймати й синхронізувати рух користувача з передбачуваним рухом і передавати сигнал двигунам, які керують передачами. Екзоскелет також захищає плече, талію, спину та стегна користувача від перевантаження та стабілізує рухи під час підняття та утримання важких предметів.
Електроприводний екзоскелет краще пасивного екзоскелета, оскільки останній не має внутрішнього приводу та повністю покладається на власні м’язи користувача для рухів, додаючи більше стресу та роблячи користувача більш схильним до втоми, хоча він забезпечує механічні переваги та захист користувача.  Наразі існують продукти, які можуть допомогти людям зменшити споживання енергії на цілих 60 відсотків під час перенесення речей.
Екзоскелети використовуються також в медичній реабілітації, де вони допомагають тренувати функціональні рухові схеми людського тіла, дозволяючи пацієнтам відновити рух, силу та координацію уражених частин тіла.

## Історія
Перший екзоскелет був спільно розроблений General Electric і United States military в 60-х, і називався Hardiman. Він міг піднімати 110 кг при зусиллі, що застосовується при підйомі 4,5 кг. Однак він був непрактичним через його значну масу в 680 кг. Проект не був успішним. Будь-яка спроба використання повного екзоскелета закінчувалася інтенсивним неконтрольованим рухом, в результаті чого ніколи не перевірявся з людиною всередині. Подальші дослідження були зосереджені на одній руці. Хоча вона мала піднімати 340 кг, її вага становила 750 кг, що в два рази перевищувало підйомну потужність. Без отримання разом всіх компонентів для роботи практичне застосування проекту Hardiman було обмежено.
Екзоскелет ReWalk, розроблений ReWalk Robotics, дозволяє паралізованим людям ходити. Нова система, за словами дослідників, може застосовуватися пацієнтами в повсякденному житті.
В Україні киянин Антон Головаченко побудував оригінальний екзоскелет, який набуває популярності в світі

## Класифікація
Екзоскелети, створені на сьогоднішній день, або знаходяться в стадії перспективних розробок можуть бути класифіковані за такими ознаками:
- Тип виконавчого механізму
- Наявність приводу посилення зчленувань
- Анатомічна локалізація посилених зчленувань
- Наявність вбудованого джерела енергії
- Вид використовуваного силового приводу
- Спосіб отримання сигналу
- Тип силової установки і джерела енергії
- Область практичного застосування

## Напрямки розробки

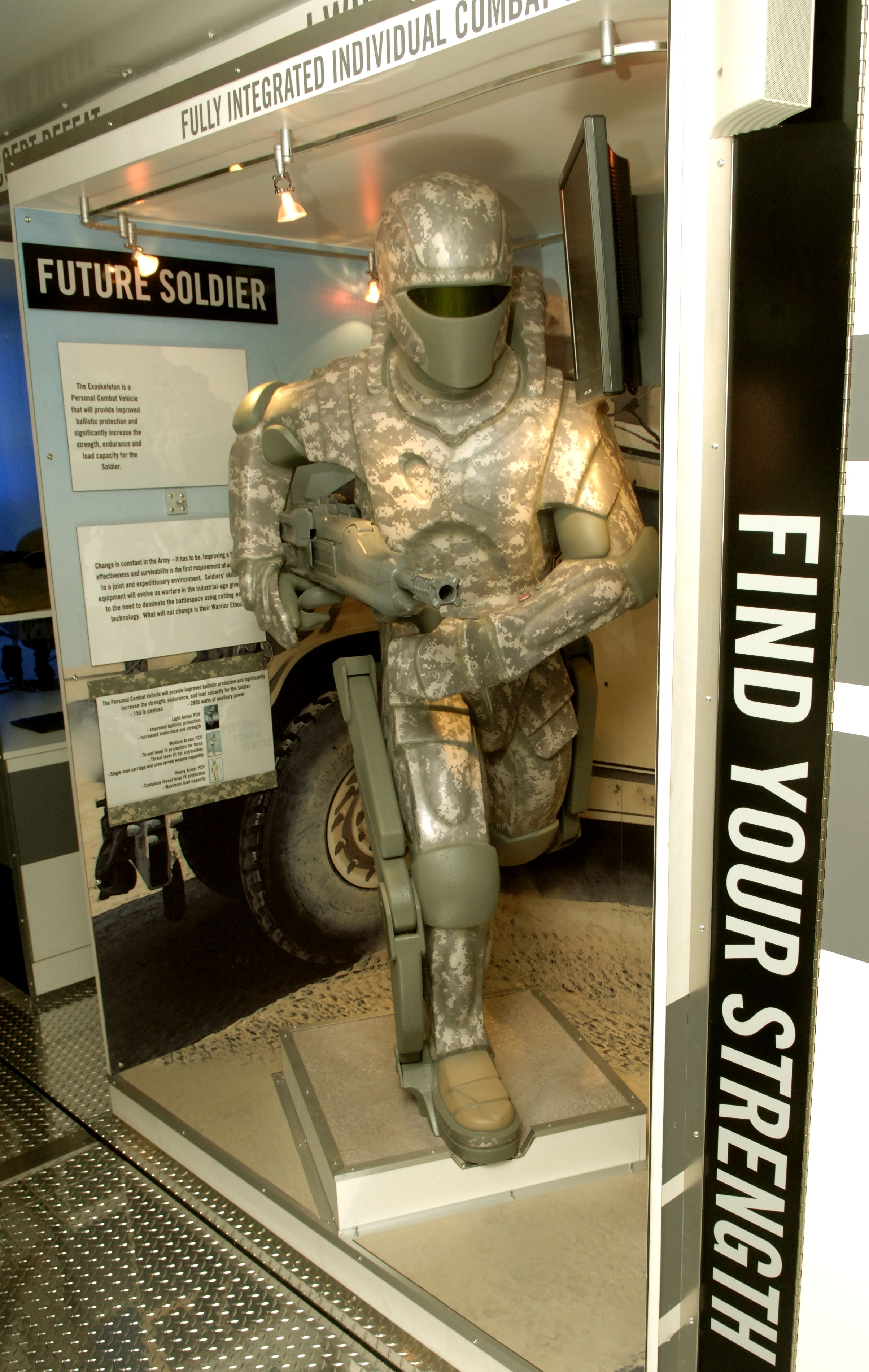
Екзоскелет в складі концепту « Future Soldier» армії США.

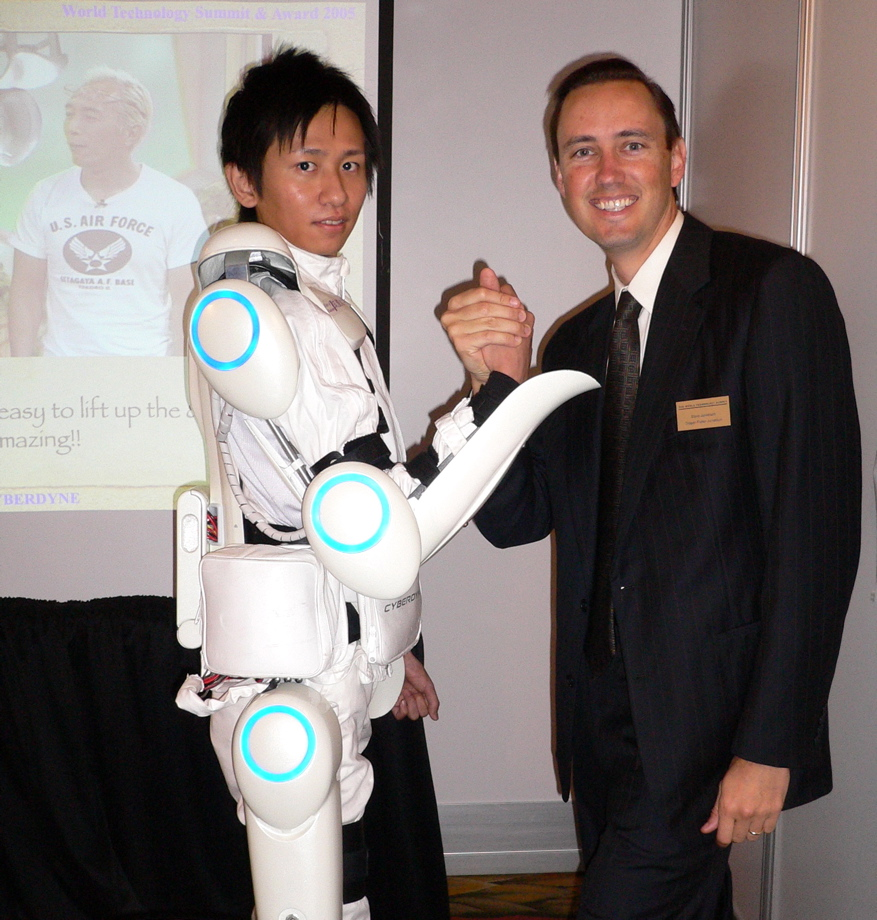

Головним напрямом розробок є військове застосування екзоскелетів з метою підвищення мобільності тактичних груп і підрозділів, що діють у пішому порядку, за рахунок компенсації фізичного навантаження солдат, зумовленого значною вагою екіпіровки. Зменшення фізичного навантаження для підвищення рухливості і швидкості також може поєднуватися зі збільшенням сили того, хто використовує екзоскелет. 
Інтеграція у бойове спорядження буде супроводжуватися перетворенням екзоскелета на багатофункціональну систему. Окрім основного призначення, він може виконувати функції електрогенератора, сховища акумуляторних батарей, каркаса для кріплення модулів бронезахисту, засобів телекомунікацій, різних сенсорів і датчиків, проведення ліній електроживлення та передачі даних. Заслуговує на увагу застосування екзоскелета як складового елементу конструкції сидінь, що забезпечує фіксацію солдата та його захист від перенавантажень під час підриву мін  , а також в якості антенної системи для передачі і прийому радіосигналів.
Іншою можливою областю застосування екзоскелетів є допомога травмованим людям і людям з інвалідністю, літнім людям, які в силу свого віку мають проблеми з  опорно-руховим апаратом.
Модифікації екзоскелетів, а також окремі їх моделі, можуть надавати значну допомогу рятувальникам при розборах завалів зруйнованих будівель. При цьому екзоскелет може захистити рятувальника від падіння уламків.
У 1960-і рр. компанія General Electric розробила електричну і гідравлічну конструкцію під назвою Hardiman, за формою нагадувала навантажувач-екзоскелет, який лейтенант Еллен Ріплі (У фільмі « Чужі») використовує в фінальному бою проти матки Чужих , однак при вазі в 1500 фунтів (680,4 кг) конструкція була неефективна.
Робочі приклади екзоскелетів були побудовані, але широке застосування таких моделей поки неможливо. Це, наприклад, екзоскелет XOS компанії Sarcos, який був розроблений на замовлення армії США. За заявами преси, машина вдало спроектована але, через відсутність акумуляторів достатньої ємності, демонстрацію довелося проводити в режимі роботи від мережі (ролик з демонстрацією є на YouTube).

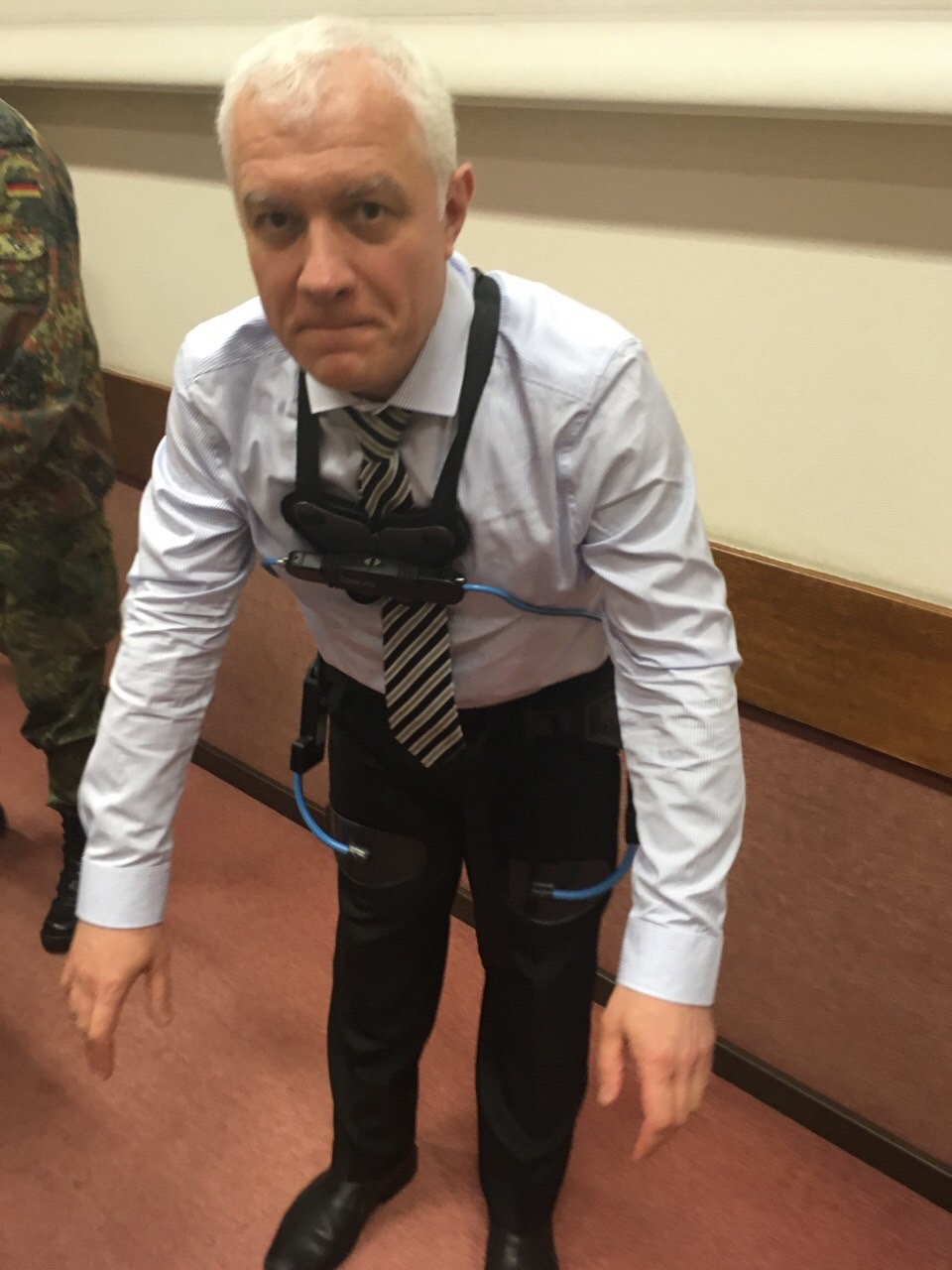
Пасивний екзоскелет компанії LAEVO

Деякі екзоскелети (Hybrid Assistive Limb, Honda Walking Assist Device) позиціонуються як пристрої для людей з проблемами опорно-рухового апарату. Honda Walking Assist Device був зроблений компанією Honda в трьох розмірах — малий, середній (маса 2,8 кг), великий.
Компанія Ekso, яка спеціалізується на розробці екзоскелетів, одягла у екзоскелети співробітників компанії Ford: 2018 року саме завдяки екзоскелетам EksoVest кількість лікарняних на виробництві стала однією з найнижчих в історії компанії.
Компанія Laevo (Нідерланди) розробила пасивний варіант екзоскелета, в якому використані гідравлічні циліндри. Він призначений для полегшення виконання логістичних операцій і знижує суб'єктивне сприйняття навантаження на 40 - 50 %. При нахилах тулуба та присіданнях в гідроциліндрах екзоскелета формується надмірний тиск, що вивільняється у процесі повернення тіла в вертикальне положення,  утворюючи в той момент додаткове зусилля для розвантаження відповідних м'язів. Вага виробу версії V2.4 стновить 2,5 кг, версії V2.5 - 2,8 кг. Гідроциліндри розраховані мінімум на 250 тис. спрацьовувань протягом 3 років. Температура оточуючого середовища в процесі експлуатації має бути плюсовою. Екзоскелет отримав медичний сертифікат "CE - Medical Device Class I".
Компанія Auxivo AG (Швейцарія), заснована в 2019 році, як дочірня компанія Лабораторії реабілітаційної техніки в ETH Zurich Вона розробила лінійку екзоскелетів пасивної дії, які призначені для широкого кола застосувань. Ось кожна модель з цієї лінійки:
- LiftSuit 2 - екзоскелет, розроблений для підтримки та полегшення важких фізичних робіт. Він дозволяє зменшити навантаження на м'язи та суглоби під час підйому вантажів, що зменшує ризик травм та втоми. LiftSuit 2 забезпечує оптимальну підтримку і зручність для користувача, дозволяючи виконувати роботу з більшою ефективністю та безпекою.
- DeltaSuit - екзоскелет, спеціально розроблений для полегшення фізичного навантаження на плечі та спину. Він призначений для захисту користувача від травм та втоми під час виконання повсякденних або професійних завдань, які вимагають підняття або перенесення вантажів. DeltaSuit дозволяє підтримувати правильну поставу тіла та зменшує навантаження на м'язи та суглоби.
- OmniSuit - універсальний екзоскелет, призначений для полегшення фізичних навантажень під час різних видів робіт. Він забезпечує підтримку для різних частин тіла, включаючи плечі, спину та стегна, і дозволяє зменшити навантаження на м'язи та суглоби. OmniSuit підходить для широкого кола застосувань, від будівельних робіт, вантажоперевезень, військового застосування до логістики та промислового виробництва.
- CarrySuit - екзоскелет, розроблений спеціально для полегшення навантажень на руки та спину під час перенесення важких вантажів. Він дозволяє зменшити ризик травм та втоми, забезпечуючи оптимальну підтримку для користувача. CarrySuit ідеально підходить для професійних сфер, де важкі фізичні роботи є частиною повсякденного робочого процесу, таких як будівництво, складська робота та вантажоперевезення.

## Використання

### Медична реабілітація
Основне використання медичних екзоскелетів полягає в тому, щоб допомогти особам, які втратили рухливість через такі виснажливі стани, як інсульти, травми спинного мозку та м’язові розлади. Фізично підтримуючи тіло та допомагаючи рухатися, ці пристрої можуть компенсувати слабкі сторони чи вади, дозволяючи власнику стояти, ходити чи використовувати руки.
Екзоскелети функціонують шляхом копіювання біомеханіки людського тіла. Вони можуть бути розроблені для підтримки різних частин тіла, від систем всього тіла до тих, які націлені на певні ділянки, як-от ноги чи руки. Найдосконаліші конструкції можуть адаптивно реагувати на дії та наміри користувача, забезпечуючи більш природну та інтуїтивно зрозумілу роботу.
Окрім власне підтримки рухливості, екзоскелети також забезпечують значну користь у процесі реабілітації. Забезпечуючи контрольовані, повторювані рухи, вони підтримують перенавчання мозку та м’язів — процес, відомий як нейропластичність, який є фундаментальним для відновлення.
Крім того, медичні екзоскелети можуть надавати точні дані про прогрес пацієнта, пропонуючи цінний зворотний зв’язок для клініцистів, щоб налаштувати плани лікування. Таким чином, екзоскелети є не лише терапевтичними інструментами, а й потужними пристроями, керованими даними, для персоналізованої медицини у сфері фізичної реабілітації.

## Додаткова література
- Siviy Christopher; Baker Lauren M.; Quinlivan Brendan T. та ін. (2023-04). Opportunities and challenges in the development of exoskeletons for locomotor assistance. Nature Biomedical Engineering (англ.) 7 (4). doi:10.1038/s41551-022-00984-1.